# Earl of Granard

Wappen der Earls of Granard

Earl of Granard ist ein erblicher britischer Adelstitel in der Peerage of Ireland.

## Verleihung und nachgeordnete Titel
Der Titel wurde am 30. Dezember 1684 für den schottischen Militär Arthur Forbes, 1. Viscount of Granard, geschaffen.
Er war ein Ur-ur-urenkel eines jüngeren Sohnes des 2. Lord Forbes aus dem Clan Forbes. Ihm waren bereits am 22. November 1675, ebenfalls in der Peerage of Ireland, die fortan nachgeordneten  Viscount of Granard und Baron Clanehugh verliehen worden. Er hatte zudem bereits 1632 von seinem Vater den Titel Baronet, of Castle Forbes in the County of Longford, geerbt, der diesem am 29. September 1628 in der Baronetage of Nova Scotia verliehen worden war.
Der spätere 3. Earl wurde am 27. Februar 1724 durch Writ of Acceleration ins irische House of Lords berufen und ihm dadurch der erbliche Titel Baron Forbes in der Peerage of Ireland verliehen.
Seinem Nachfahren, dem 6. Earl, wurde am 24. Februar 1806 in der Peerage of the United Kingdom auch der Titel Baron Granard, of Castle Donington in the County of Leicester, verliehen. Dieser war im Gegensatz zu den irischen Titeln bis 1999 mit einem erblichen Sitz im britischen House of Lords verbunden.
Der Heir apparent des jeweiligen Earls verwendet gewöhnlich den erfundenen Höflichkeitstitel Viscount Forbes.

## Liste der Earls of Granard (1684)
- Arthur Forbes, 1. Earl of Granard (1623–1695)
- Arthur Forbes, 2. Earl of Granard (um 1656–1734)
- George Forbes, 3. Earl of Granard (1685–1765)
- George Forbes, 4. Earl of Granard (1710–1769)
- George Forbes, 5. Earl of Granard (1740–1780)
- George Forbes, 6. Earl of Granard (1760–1837)
- George Forbes, 7. Earl of Granard (1833–1889)
- Bernard Forbes, 8. Earl of Granard (1874–1948)
- Arthur Forbes, 9. Earl of Granard (1915–1992)
- Peter Forbes, 10. Earl of Granard (* 1957)

Titelerbe (Heir apparent) ist der Sohn des aktuellen Titelinhabers Jonathan Forbes, Viscount Forbes (* 1981).